# En carne propia
En carne propia (no Brasil: Na Própria Carne) é uma telenovela mexicana produzida por Carlos Téllez para a Televisa e exibida no Las Estrellas entre 3 de dezembro de 1990 e 16 de agosto de 1991, em 185 capítulos, substituíndo Destino e substituída por Atrapada.
Foi protagonizada por Edith González e Eduardo Yáñez e antagonizada por Gonzalo Vega, Sebastián Ligarde, Alejandro Tommasi, Patricia Reyes Spíndola e pelo primeiro ator Juan Peláez, além das atuações estelares de Susana Alexander, Claudio Báez, Martha Roth, Norma Lazareno, Mariana Levy, Raúl Meraz e a participação especial de Angélica Aragón. 

## Sinopse
O ano é 1972: Magdalena Dumont e Octávio Muriel estão comemorando o aniversário da filha deles, a pequena Estefanía, numa festa na mansão da família. Porém esta festa é apenas um cenário e uma oportunidade para o cometimento de um crime. Octavio arma para que Estefânia seja vítima de um falso sequestro e para isso conta com a cumplicidade de Jerônimo. Eles entregam a criança ao "El Albino", um sequestrador que estava na festa disfarçado de palhaço. Magdalena é alertada sobre o sequestro e se desespera. A situação foge de controle quando o sequestrador exige uma cifra de 1 milhão de dólares para devolver a criança. Sem ter onde conseguir esse dinheiro, Octávio apela para Don Alfonso, que libera o dinheiro. No dia acordado, Octávio vai com uma maleta de dinheiro até a ilha onde o El Albino se encontra com Estefânia. Ao perceber que o dinheiro é falso, o sequestrador decide se vingar e começa a atirar e um dos tiros acerta a mão de Octávio. O sequestrador rapta Estefânia e foge no helicóptero, que pouco tempo depois explode no ar. 
15 anos depois desses acontecimentos, Magdalena vai de encontro ao detetive Leonardo Rivadeneira e lhe conta todo o ocorrido. Ela contrata os serviços do detetive para que ele encontre sua informante do Canadá que desapareceu e também para revelar ao mundo que tipo de criminoso seu marido é. Octávio agora usa uma mão de ferro, pois amputou a mão verdadeira depois do tiro que levou. 
Antes que o detetive possa começar sua investigação, Octavio dá uma festa em sua residência. Ele diz que Magdalena não está bem da cabeça e que pretende interna-la. Nessa hora Magdalena entra na sala e desmascara Otávio. Furioso, ele a mata afogando-a no grande aquário de vidro da sala de jogos de sua mansão, tendo como testemunhas desse crime Jerônimo e Abigail. 
Leonardo é então contratado por Don Alfonso Dumont, o pai doente de Magdalena, que quer que ele desmascare Octavio e prove que ele foi o assassino da filha. Embora a engenheira Muriel seja a única herdeira de sua esposa, o testamento de Magdalena inclui uma cláusula na qual ela doa suas córneas para serem transplantadas para Natalia de Jesús e restaurar sua visão.

## Elenco
- Edith González - Estefanía Muriel Dumont / Natalia de Jesús Ortega
- Eduardo Yáñez - Leonardo Rivadeneira
- Gonzalo Vega - Octavio Muriel[1]
- Angélica Aragón - Magdalena Dumont de Muriel
- Raúl Meraz - Don Alfonso Dumont
- Juan Peláez - Jerónimo Nepomuceno Serrano
- Mariana Levy - Dulce Olivia Serrano
- Martha Roth - Leda Dumont
- Sebastián Ligarde - Abigail Jiménez Escurdia
- Cecilia Toussaint - Laura Gámez
- Norma Lazareno - Gertrudis Avellaneda de Serrano
- Claudio Báez - Padre Gerardo Serret
- Patricia Reyes Spíndola - Antonia "Tota" Ramírez
- Alejandro Tommasi - Alexis Berkauten "El Albino"
- Susana Alexander - Madre Carolina Jones
- Liliana Weimer - Coral Labrada
- Óscar Narváez - Agustín Guzmán
- Marta Aura - Ángela
- Fernando Rubio - Hans Mushenbrook
- Maya Ramos - Julia
- Fernando Amaya - Dr. Reyes
- Noé Murayama - Comandante Eusebio Obregón
- Manuel López Ochoa - Comandante Dionisio Pacheco
- Alexis Ayala - Alejandro Tamaris
- Irán Eory - Susana Tamaris
- Verónica Terán - Astrid
- Carlos Águila
- José Carlos Infante - Enrique
- Lourdes Canale - Sara
- Sebastián Rosas - Abel
- Joana Brito - Anabel
- Adrián Taboada - Manzano
- Marifer Malo - Estefanía Muriel (niña)
- Arturo Romano Orozco - Alfonso Dumont (joven)
- Erika Carlson - Madre Jennifer
- Iván Bonilla - Tranzas
- Tiaré Scanda - Pingüinita
- Héctor Parra - Adrián
- Lucía Pailles - Joaquina
- Jorge Santos - Alberto Perdomo
- Luis David - Joaquín
- Hector Dupuy - Franklin
- Ismael Azcue - Zepeda
- José Ávila - Chofer
- Miguel Garza - Alejandro
- Ana Bertha Lepe - Yolanda
- Mónica Serna - Olga Palmerín
- Zaide Silvia Gutiérrez - Helen
- Yula Pozo - Aurorita
- Soledad Ruiz - Celia
- Ricardo Lezama - Gumaro
- Julia Alfonso - Acacia
- Carlos Magaña - Doctor Torner
- César Arias - Doctor Fiastro
- Mauricio Peña - Doctor Tamayo
- Enrique Hidalgo - Doctor Garibay
- Ella Laboriel - Flor de María Peredo
- Lorenzo Feijoó - Aldo
- Dieter Koll - Smith
- Eva Calvo- Doña Josefina
- Amparo Garrido - Doña Gloria Escurdia viuda de Jiménez
- Velia Vegar - Madre Emerenciana
- José Luis Carol - Lic. Quintana
- Rubén Calderón - Lic. Rojas
- José María Negri - Dr. Murrieta
- Jeannette Candiani
- José D. Alvarado
- Lourdes Villarreal - Reina
- David Armenta - Cachito
- Daniel Abundis - Mario (chofer Octavio Muriel)
- Javier Herranz - Julio Manriquez
- Adrian Gómez
- Dario T. Pie - Fedor
- Jade Rubí Álamo- Anne

## Exibição no Brasil
No Brasil, a trama foi exibida pelo SBT, entre 15 de março e 3 de maio de 1997, em apenas 8 capítulos que iam ao ar somente aos sábados em capítulos gigantescos com mais de três horas de duração.

## Prêmios

### Prêmios TVyNovelas 1992
| Categoria    | Nomeado(a)   | Resultado |
| ------------ | ------------ | --------- |
| Melhor vilão | Gonzalo Vega | Ganhador  |

### Premios ACE
| Categoria                   | Nomeado(a)        | Resultado |
| --------------------------- | ----------------- | --------- |
| Melhor programa cênico      | Carlos Téllez     | Ganhador  |
| Melhor ator                 | Gonzalo Vega      | Ganhador  |
| Melhor co-atuação masculina | Sebastián Ligarde | Ganhador  |
| Melhor diretor              | Carlos Téllez     | Ganhador  |
| Melhor telenovela           | Carlos Olmos      | Ganhador  |